# Phrurolithus emertoni
Phrurolithus emertoni là một loài nhện trong họ Phrurolithidae.
Loài này thuộc chi Phrurolithus. Phrurolithus emertoni được Willis J. Gertsch miêu tả năm 1935.